# Park Wadów
Park Wadów – park w Krakowie, w dzielnicy XVII Wzgórza Krzesławickie, położony między ulicami: Jaskrową, Kosów i Glinik.
Należy do parków dworskich, powstał w drugiej połowie XIX wieku. Otacza klasycystyczny dwór Badenich zbudowany w 1874 roku, który jest położony centralnie w obrębie zespołu dworsko-parkowego. Park ma kształt czworoboku i zajmuje obszar 2,8 hektara. Zespół składający się z dworu i parku został wpisany do rejestru zabytków nieruchomych miasta Krakowa 21 grudnia 1998 roku pod numerem A-1098.

## Historia
Wygląd i zasięg parku, od czasu kiedy gospodarowała tu ostatnia właścicielka Wadowa Zofia Kuligowska (od 1930 roku), uległ dużej zmianie. W latach 30. XX wieku obecna ulica Jaskrowa była wewnętrzną drogą założenia dworskiego, łączyła ona zabudowania folwarczne znajdujące się w północnej i zachodniej części posiadłości. Wjazd do pałacu znajdował się od wschodu, a wjazd gospodarczy do folwarku od zachodu. Duży zajazd z różami otoczony parkiem był od strony północnej, za którym był sad i warzywnik, od południa zaś występowały rabaty kwiatowe, alejki, ławeczki i plac tenisowy. Od wschodu pałacu rosły tulipanowce, a budynek porośnięty był dzikim winem. Całą posiadłość otaczał mur, przy nim rósł żywopłot z głogu. Na terenie posiadłości występowały trzy stawy.
Po II wojnie światowej majątek dworski rozparcelowano, a tzw. „resztówkę Wadów” upaństwowiono. W latach 60. i 70. XX wieku rozebrano zabudowania folwarczne i mur. W 1963 roku założono metalowe ogrodzenie, zlikwidowano stawy, północną część parku przeznaczono na ogródki działkowe dla Związku Nauczycielstwa Polskiego. Wycięto tulipanowce, stare dęby przy wjeździe, zlikwidowano żywopłot i winobluszcz na ścianie pałacu. W parku o kompozycji centralnej w południowo-wschodniej części zachował się kopiec widokowy. Do 1983 roku użytkownikiem parku i pałacu był Wydział Oświaty Urzędu Miasta Krakowa, w samym dworze działało przedszkole. W 2003 roku przedszkole zostało przeniesione do innego budynku, a użytkownikiem został Krakowski Zarząd Komunalny.

## Stan obecny
W parku występuje drzewostan mieszany, starodrzew, lipy (największa w obwodzie ma ponad 475 cm), dęby, brzozy, akacje. Najliczniejsze są wiązy (400 cm w obwodzie), lipy i kasztanowce (ponad 250 cm). Pojedynczo występują również graby, dąb szypułkowy, buk purpurowy Purpurea pendula (ponad 350 cm), a także iglicznia trójcierniowa (380 cm), sosny wejmutki (220 cm), modrzewie (310 cm), topola biała (ponad 270 cm). Występują tu także krzewy liściaste: bez czarny, śnieguliczka biała, lilak pospolity, sumak octowiec, głóg szkarłatny.
Drzewa i krzewy rosną w parku w grupach lub ciągach tworzących ściany krajobrazowych wnętrz. Drzewa rosnące w grupach tworzą formę swobodnych lasków (boskietów), głównie po stronie wschodniej i zachodniej dworu. Wnętrza krajobrazowe (w sumie siedem) są widoczne od strony podjazdu (trzy na zachód i wschód), z kopca widokowego (dwa na zachód i północ) i z tarasu widokowego (dwa na południe i zachód). Park jest miejscem życia wielu gatunków ptaków: dzięcioły, sikory bogatki, kowaliki, szpaki, sierpówki, sroki. Występują tu też ssaki (wiewiórki rude i jeże), oraz płazy (żaby).
W 2017 roku pięć drzew w Parku Wadów zostało wpisane na listę pomników przyrody na terenie miasta Krakowa (pozycje 291-295): 
- wiąz szypułkowy – obwód pnia 463 cm
- dąb szypułkowy – 340 cm
- lipa srebrzysta (miesz) – 559 cm
- dąb szypułkowy – 353 cm
- lipa drobnolistna – 329 cm[4]

## Zagospodarowanie parku dla potrzeb mieszkańców (stan na 2008 rok)
Krakowski Zarząd Komunalny (po 2008 Zarząd Infrastruktury Komunalnej i Transportu w Krakowie, obecnie po 2018 roku Zarząd Zieleni Miejskiej) utrzymuje park w dobrym stanie, prowadzone są tu bieżące prace porządkowe jak koszenie trawników, przycinanie drzew i krzewów itp., dwór zaś jest tylko zabezpieczony (otwory parteru zabito płytami pilśniowymi).
W południowo-wschodniej części parku, przy tarasie widokowym odtworzono ogród kwiatowy (cztery kwatery z alejkami).